# Karamanlı (Burdur)
Karamanlı ist ein Landkreis und die dazugehörige Kreisstadt im Zentrum der türkischen Provinz Burdur. Sie liegt etwa 62 Kilometer südöstlich der Provinzhauptstadt Burdur und beherbergt 72,6 Prozent der Kreisbevölkerung. Die im Stadtsiegel abgebildete Jahreszahl 1911 dürfte auf das Jahr der Erhebung zur Gemeinde (Belediye/Belde) hinweisen.

## Landkreis
Der Landkreis wurde am 4. Juli 1987 durch Abspaltung vom (jetzt südlicher gelegenen) Landkreis Tefenni gebildet. Er grenzt im Südwesten an diesen, im Osten an den Kreis Kemer sowie im Norden an den Kreis Yeşilova. In einem schmalen Stück bildet er im Westen mit der Provinz Denizli (Kreis Acıpayam) eine gemeinsame Grenze.
Der Kreis besteht neben der Kreisstadt noch aus acht Dörfern (Köy) mit durchschnittlich 273 Bewohnern. Vier dieser Dörfer haben mehr Einwohner als der Durchschnitt: Kağılcık (497), Bademli (405), Kılavuzlar (338) und Manca (294). Die Bevölkerungsdichte liegt mit 21,5 unterhalb des Provinzdurchschnitts von 37,2 Einw. je km².